# Горячинск (курорт)
Горячинск (до 1920-х годов — «Туркинские минеральные воды») — бальнеологический и климатический курорт, один из старейших курортов Восточной Сибири, открыт 20 июня 1810 года. Расположен в Прибайкальском районе Республики Бурятия, на берегу озера Байкал. На территории курорта находится одиннадцать жилых корпусов с 154 номерами от эконома до люкс. Рейтинг гостиничных номеров курорта — «три звезды».
Основными лечебными факторами, используемыми при лечении, являются климат, лечебная грязь и минеральная вода из Горячинского термального источника, которая поступает из каптажного колодца в ванны. Термальный источник слабоминерализованный, вода сульфатно-натриевая и азотно-кремнистая с содержанием кремнекислоты, температура воды — 54,5 °C.
В середине 1990-х годов, под руководством доктор медицинских наук Николаева Ю. С, на курорте впервые в санаторно-курортной области было открыто отделение лечебного голодания, где применяется разгрузочно-диетическая терапия. Отделение лечебного голодания получило в начале 2010-х годов известность за рубежом. На 2024 год методом разгрузочно-диетической терапии пролечено более 30 тыс. пациентов.
На курорте лечат заболевания опорно-двигательного аппарата, нервной системы, кожи, органов дыхания, гипертонию, хронический холецистит, остеоартроз. Район курорта относится к территории благоприятной для санаторно-курортного лечения. Число благоприятных для отдыха дней в году доходит до 270. В 2024 году пляж на берегу Байкала у села Горячинск стал первым и единственным официальным пляжем на Байкале.

## Курорт
Курорт Горячинск один из старейших курортов Восточной Сибири. Занимает территорию в 24 га. Может принять до 500 человек. Курорт расположен в одноимённом селе в Прибайкальском районе Республики Бурятия в 188 км к северо-востоку от города Улан-Удэ, в 800 метрах от озера Байкал.
В состав курорта входит, помимо санатория «Горячинск», детский санаторно-оздоровительный лагерь «Байкальский Бор», расположенный на берегу озера Котокель. Курорт находится в ведении санаторно-курортного учреждения профсоюзов Республики Бурятия «Байкалкурорт». География приезда отдыхающих представлена жителями Бурятии, Иркутской области, Забайкальского края, Якутии, Красноярска, Новосибирска, Благовещенска, Хабаровска. В зимнее время заполняемость курорта низкая, что объясняется холодными климатическими условиями и дороговизной путёвок.
На 2025 год на территории курорта находится одиннадцать жилых корпусов (из них четыре корпуса построены в период с 2009 по 2014 год, остальные в советское время) на 154 номера различной ценовой категории от эконома до люкса, есть также отдельные деревянные коттеджи. В начале 2020-х годов был проведен капитальный ремонт пяти жилых корпусов, ещё на двух сделали косметический, закупили новое медоборудование, обустроили кинотеатр, произвели ремонт теплотрасс. Гостиничные номера курорта относятся к категории «три звезды».
Основными лечебными факторами курорта, используемыми при лечении, являются климат, целебная пресноводная сульфидно-сапропелевая грязь и минеральная вода из Горячинского термального источника для наружного применения. Вода поступает в ванны, лечебные души и бассейны из каптажного колодца, а излишки стекают в искусственное озеро. Температура воды в источнике доходит до 54,5 °C. Источник слабоминерализованный, вода сульфатно-натриевая и азотно-кремнистая с содержанием кремнекислоты 77 — 89 мг/л. Вода используется для лечения заболеваний опорно-двигательного аппарата, нервной системы, кожи и органов дыхания. В 2005—2006 годах было проведено санитарно-микробиологическое исследование термальной воды Горячинского источника, результат показал, что выход воды, питьевой фонтанчик и ручей рядом с беседкой соответствует санитарным нормам. Дальше по ручью в воде найдено превышение нормы бактерий группы кишечной палочки, то есть вода подвергается антропогенному загрязнению после выхода из источника.
С 1994 года на курорте применяется разгрузочно-диетическая терапия. В Горячинске впервые в санаторно-курортной области открыто отделение лечебного голодания, организатором которого был доктор медицинских наук, один из основоположников разгрузочно-диетической терапии Николаев Ю. С. В 2011 году Горячинский центр лечебного голодания получил известность за рубежом, благодаря французскому документальному фильму «Наука голодания».
С 2003 года на базе курорта ежегодно проходит конференция «Байкальские чтения», пропагандирующие разгрузочно-диетическую терапию. На 2015 год методом разгрузочно-диетической терапии пролечено более 12 тыс. пациентов в возрасте 30 — 59 лет. Каждый пятый пациент посетил курорт повторно. На 2024 год было пролечено данным методом более 30 тыс. пациентов, из которых только у 0,5 % при выписке не было отмечено улучшений.
Методы разгрузочно-диетической терапии на курорте применяются при лечении хронических заболеваний органов дыхания, гипертонической болезни, хронического холецистита, остеоартроза. Персонализированные программы лечения с использованием этого метода, основаны на утвержденных Минздравом России и адаптированных к условиям курорта методических рекомендациях. Курс разгрузочно-диетической терапии состоит из двух этапов: голодание в течение от 4 до 14 дней (допускается выпивать 1,5 — 2 л минеральной воды) и восстановительный период от 3 до 8 дней, во время которого пациенты переходят на персонализированное питание, основанное на экологичных продуктах. Совместно с лечебным голоданием пациенты посещают водные процедуры (ванны, циркулярный душ, гидромассаж, сауна и бассейн с минеральной водой), массаж, а также необходимые физические нагрузки, включая ходьбу по побережью Байкала.
Район курорта относится к рекреационной местности первого ранга, то есть к территории благоприятной для санаторно-курортного лечения. Число благоприятных для отдыха дней в году доходит до 270. В 2024 году пляж длиной 450 метров на берегу Байкала у села Горячинск стал первым и единственным официальным пляжем на Байкале, он получил санитарно-эпидемиологическое заключение. На пляже работают спасатели.

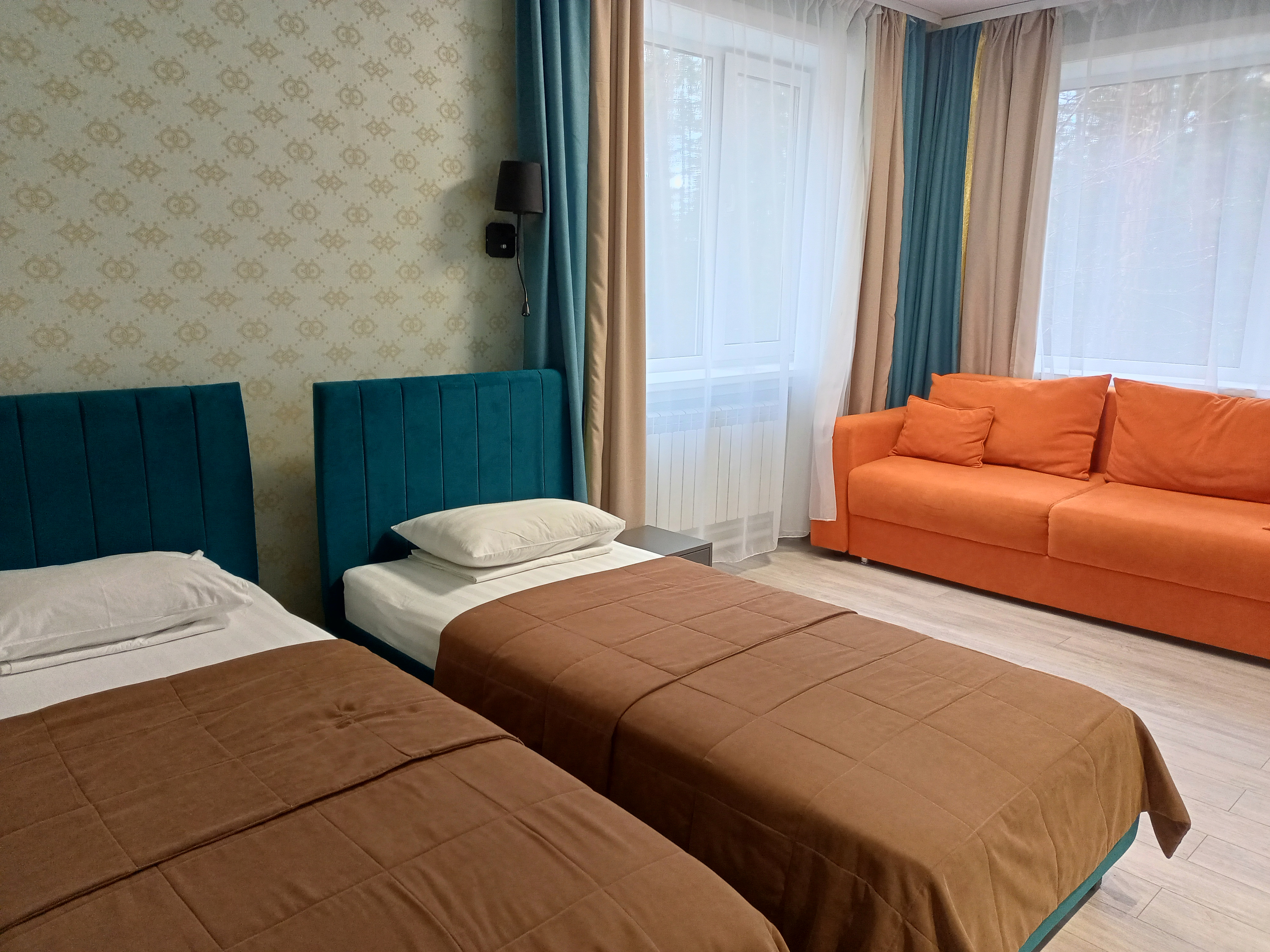
Номер в одном из корпусов
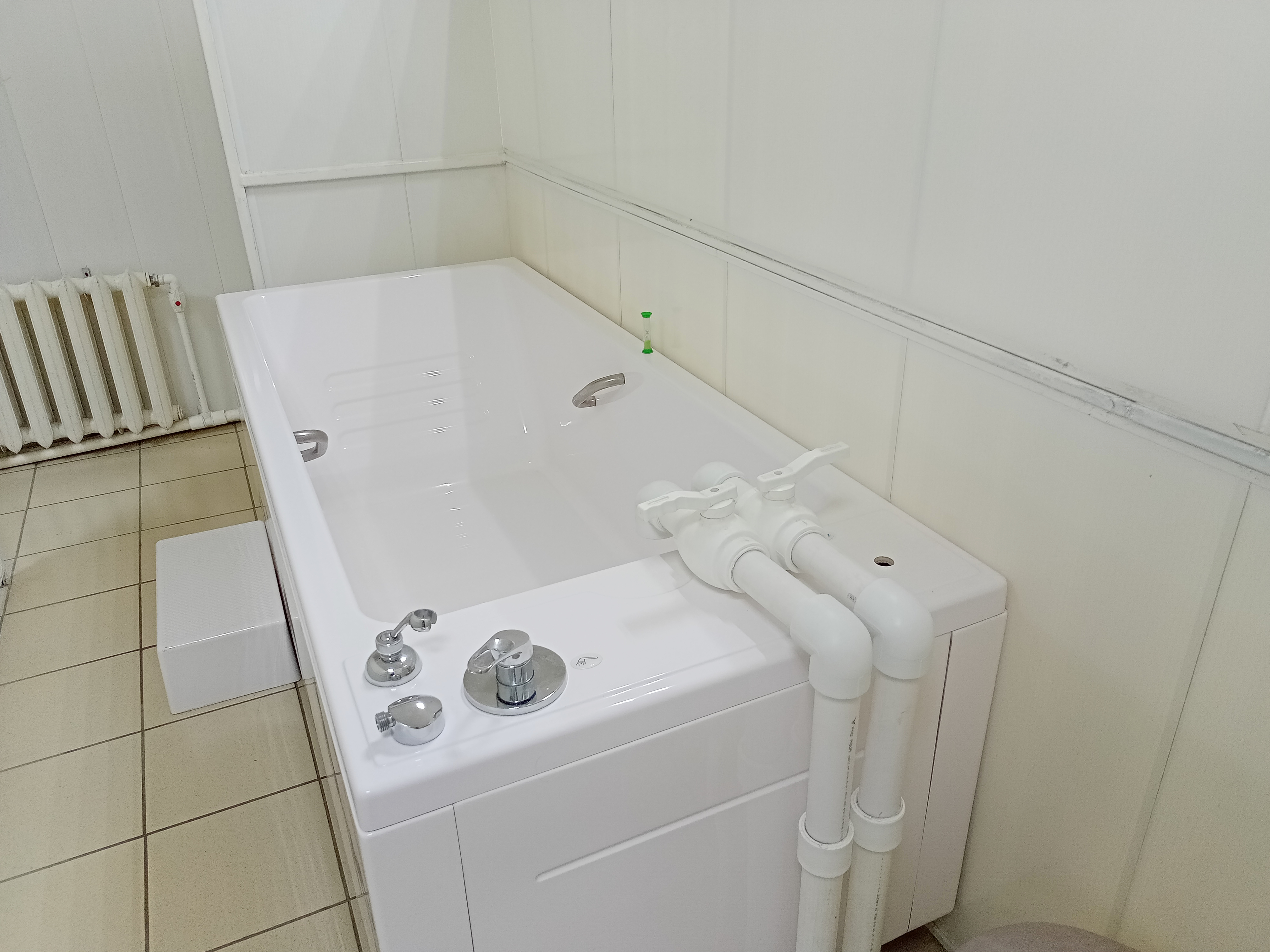
Ванна для оздоровительных процедур с термальной минеральной водой
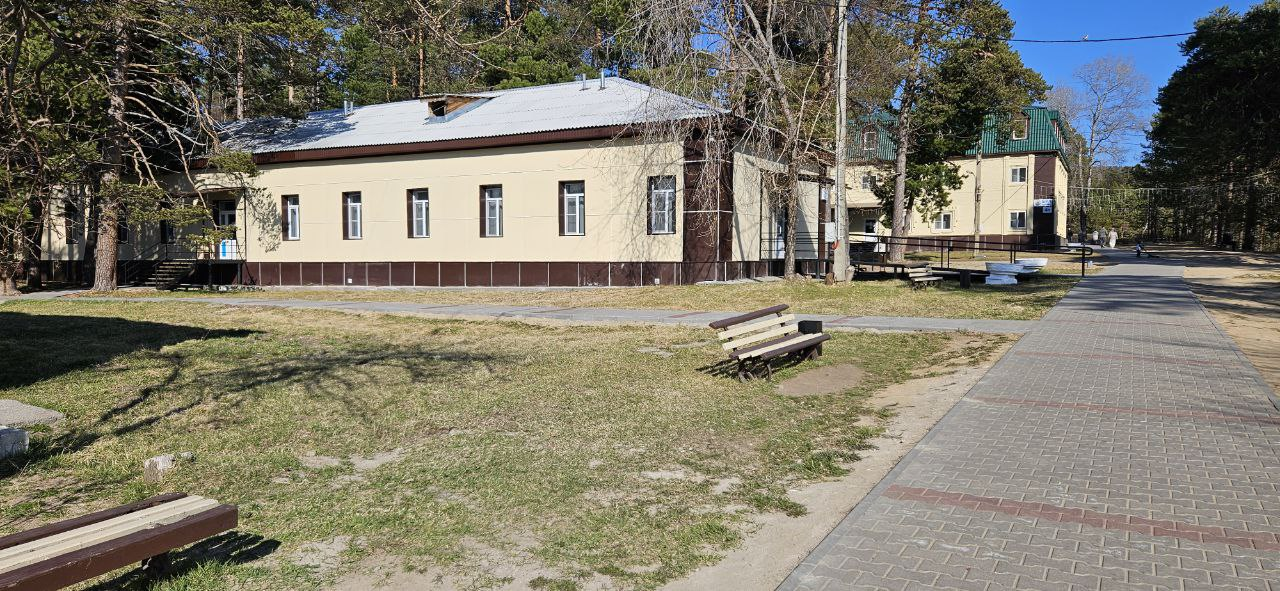
Отремонтированные корпуса
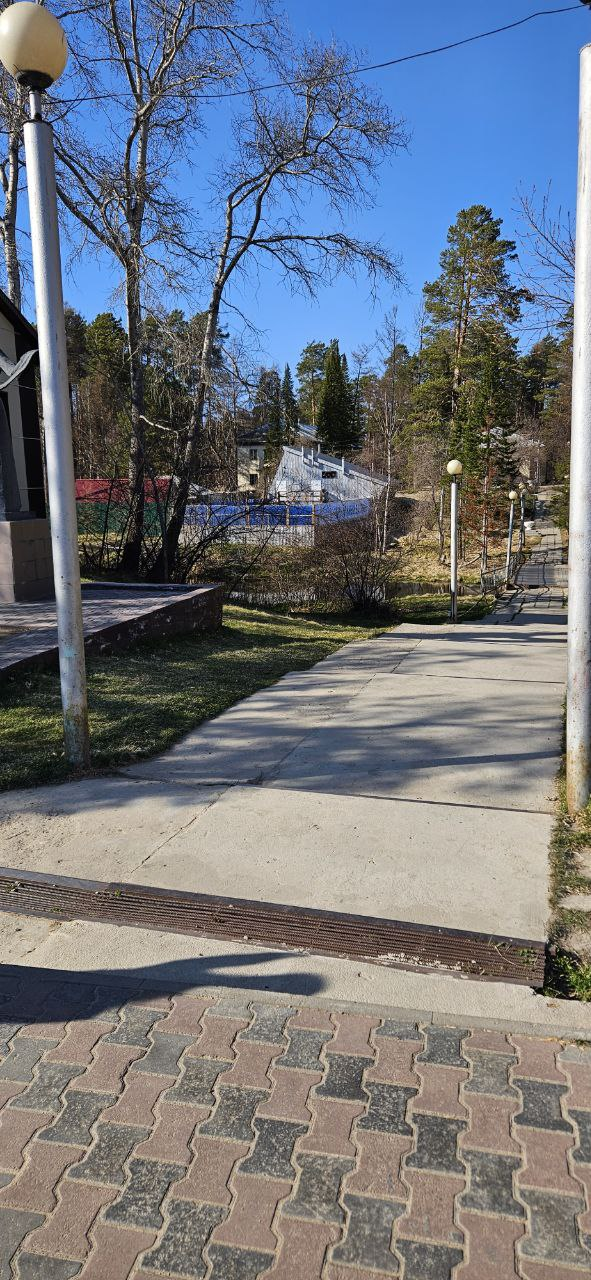
Территория санатория
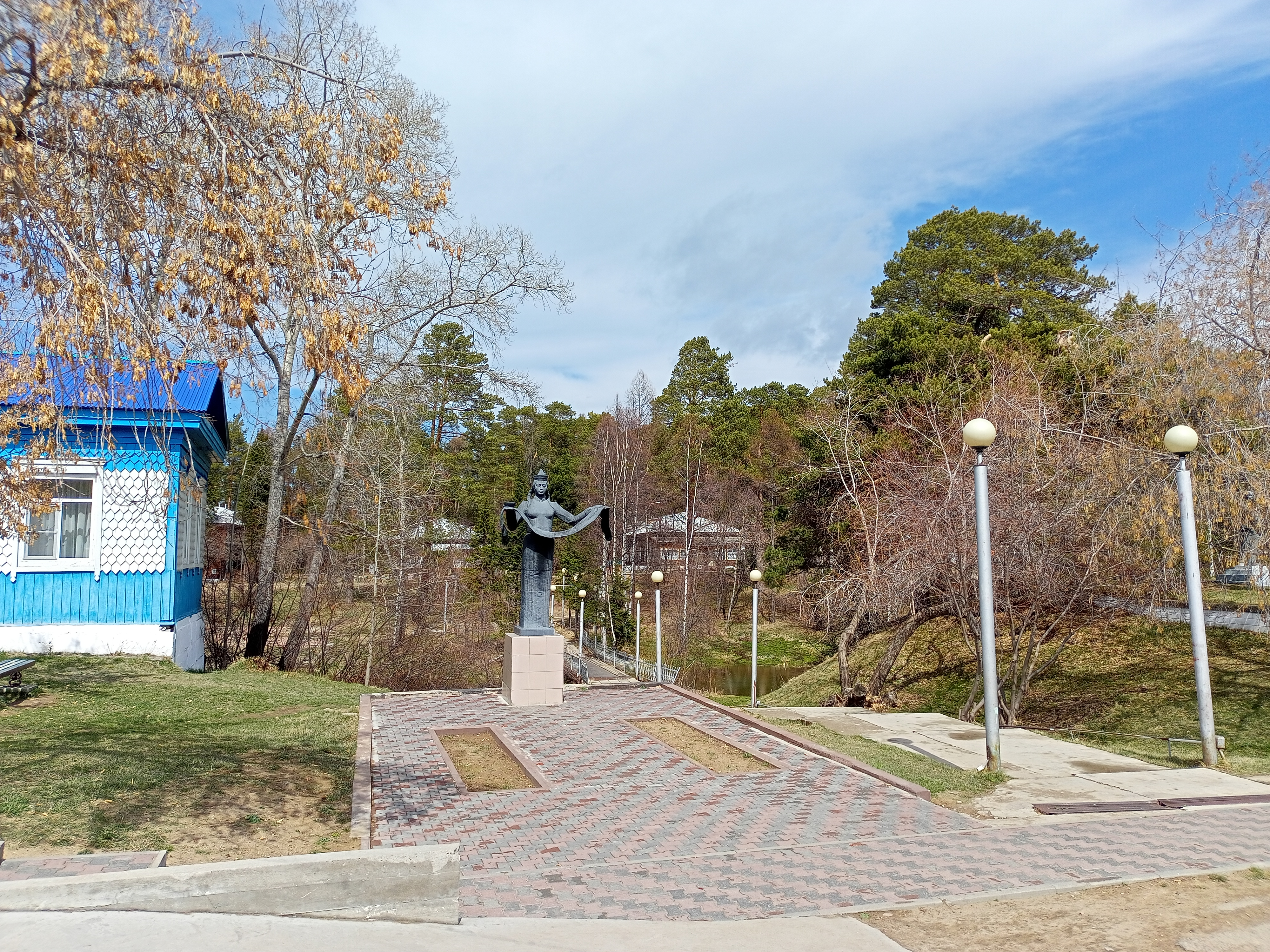
Территория санатория с памятником «Дочь-Бурятия»

## История

### Открытие источника и строительство курорта
Горячий минеральный источник был обнаружен в 1753 году. В 1767 году источник, по поручению Академии наук, посетил академик Э. Лаксман. В 1772 году на источник приезжал академик И. Г. Георги, который впервые описал и дал название источнику — туркинские минеральные воды, по расположенной неподалеку реки Турка. Учёным был проведён первый химический анализ воды. В 1775 году распоряжением иркутского губернатора на источнике соорудили примитивную купальню.
В 1810—1811 годах рядом с термальным источником был заложен первый в Восточной Сибири санаторий, первоначально носившей название «Туркинские минеральные воды». Из материалов Государственного архива Иркутской области следует, что точной датой открытия курорта считается 20 июня 1810 года. Курорт стал первым из других сибирских здравниц, кто получил субсидии от правительства на строительство и своё содержание. Первоначально курорт состоял из главного корпуса и ванн для посетителей, соединённых коридором. Рядом были построены здания для обслуживающего персонала. С 1811 года курорт становится государственным учреждением, он был передан в ведение Иркутского приказа общественного призрения.
В 1823 году состоялось официальное открытие курорта «Туркинские минеральные воды», построена церковь, больница, аптека и корпус для шести посетителей. В штат санатория введен постоянный административный и врачебный персонал: смотритель вод, врач и лекарский ученик. До этого приезжающие на курорт использовали термальную воду на своё усмотрение. В 1830 году на источнике открыли лечебницу на 20 мест. Курорт был обустроен на деньги Иркутского генерал-губернатора Н. И. Трескина, при поддержке тобольского купца Кузнецова. Стоимость строительства больницы составило 3400 рублей, корпус для посетителей обошёлся в 12100 рублей, флигель смотрителя — 2900 рублей и флигель врача — 3000 рублей.
В 1830—1840 годах на курорте поправляли своё здоровье многие декабристы: С. Г. Волконский, И. Ф. Шимков, К. П. Торсон, А. П. Барятинский, Д. А. Щепин-Ростовский, И. С. Повало-Швейковский, Ф. Ф. Вадковский, А. Е. Мозалевский, А. З. Муравьёв и др. Некоторые из них приезжали сюда с каторги, кто-то побывал проездом к месту своего поселения.

### Упадок
В 1851 году из Иркутской губернии была выделена Забайкальская область с Верхнеудинским уездом, в связи с чем управление курортом из Иркутска усложнилось: расстояние от курорта до Иркутска около 400 верст, в то время как до Верхнеудинска было около 170 верст. Поэтому в 1869 году персонал курорта перешел под управление администрации Забайкальской области, но вся материальная часть курорта осталась в ведение Иркутского приказа — больница на 18 мужских и две женские койки, четыре ванны. Годовое содержание обходилось в сумму около 8,5 тыс. рублей.
В 1853 году должность управляющего курортом занимал Нестеров. С 1854 по 1858 года на эту должность был назначен коллежский секретарь Меркушев, которого затем сменяли Логинов и Кабанов. Первым известным врачом курорта является Яков Мыкин. Известно, что с 1850 года врачом курорта являлся надворный советник И. В. Иноземцев.
В 1873 году проживание на курорте стоило 50 копеек в сутки, а посещение ванны — 25 копеек. Если же у постояльца имелись документы подтверждающие его бедность, то посещение ванны составляло — 11¼ копейки.
Во второй половине XIX века курорт начал приходить в упадок. Всё хозяйство находилось в запущенном состоянии, здания требовали капитального ремонта. Курорт начал нести убытки и фактически находился на грани закрытия. К 1884 году на отопление зданий курорта стало не хватать дров из-за щелей и дыр в строениях. К началу 1890-х годов на курорте остались только две ванны на четыре человека, стоящие у заросшего пруда. Горячая вода из термального источника и холодная из пруда к ванным шла по почерневшим от времени желобам. Одноэтажное здание на восемь номеров, в котором могли остановиться постояльцы, сильно обветшало, постояльцы снимали угол в избах, конюшнях и амбарах местных жителей. Курорт посещало 40-60 человек в год. По сохранившейся статистике в 1875 году курорт посетило 40 человек, в 1876 году — 46 человек, в 1883 году 42 человека. После августа — окончания сезона, номера заколачивались. Врачи воспринимали назначение на службу на курорт как дальнюю ссылку, многих отпугивала изолированность курорта, поэтому после окончания сезона они всеми силами пытались покинуть его.
В 1888 году уровень жалования работников в год составлял: врач — 700 рублей жалования и 700 рублей столовые; смотритель — 200 рублей жалования и 100 рублей столовые; фельдшер — 240 рублей жалования; прислуга — 60 рублей жалования; писец — 240 рублей жалования и 60 рублей столовые. Жалование работников лечебных учреждений определялась по принятому в 1851 году Уставу лечебных заведений гражданского ведомства. Среднегодовая прибыль курорта в период с 1887 по 1891 года составляло около 1145 рублей.
Курорт был очень популярен среди низших слоев населения (крестьяне, ссыльные, низшие воинские чины, инородцы). Но также курорт посещали правительственные и военные чины, купцы.
В 1889 году Иркутский приказ поднял вопрос о передаче курорта в ведении администрации Забайкальской области с безвозмездной передачей имущества курорта и выделением 5800 рублей. Губернатор Забайкальской области отказал, так как в регионе на тот момент не имелось средств на восстановление курорта. В этом же 1889 году, земельный участок на котором располагался курорт, был размежёван под участки местных жителей, которые стали ставить свою дворы вплотную к источнику. Местные жители стали сдавать жильё и продавать продукты посетителям курорта по городским ценам.

### Возрождение под руководством В. М. Муратова
В 1892 году руководителем курорта был назначен В. М. Муратов. Под его руководством в 1893 году было отремонтировано здание больницы и кухни, построены беседка и лестница к ней с двумя фонарями. На термальном источнике установлен сруб с железной решёткой и деревянной крышкой. В 1895 году учреждения Иркутского приказа общественного призрения были переданы губернским властям. В том же году на курорте построен новый корпус с 12 номерами и комнатой для прислуги, а для врача и смотрителя возведены новые дома.
Стоимость проживания на конец XIX века на курорте в новом корпусе стоило от 16 до 24 рублей в месяц, пользование кухней входило в стоимость, но за дрова необходимо было платить 2 рубля.
В 1899 году снова поднялся вопрос о передаче курорта в ведение администрации Забайкальской области. Теперь условия передачи устроили военного губернатора Забайкальской области Е. И. Мациевского. В 1900 году процедура перехода курорта с лечебной и материальной частью была осуществлена. Курорт перешел под управление забайкальского врачебного инспектора А. Г. Цитовича. Всё недвижимое имущество на момент передачи оценивалось в 47780 рублей.
В последующие годы под руководством В. М. Муратова на курорте был очищен и увеличен пруд; поставлена плотина; территория здравницы огорожена высоким забором; деревянные кровати заменены на железные; увеличено число ванн до девяти, домики под которые были доставлены из Москвы. Желоба из источника и пруда до ванн заменены на новые. Расширена больница — сделаны новые помещения для ванн (4 комнаты в каждой по две ванны), туалетов и ледник. Увеличено женское отделение — добавлены четыре запасные койки к двум имеющимся, так как часто единовременно здесь лечились от сифилиса женщины легкого поведения. Все эти нововведения увеличили поток посетителей, число которых ежегодно росло — накануне Первой мировой войны их число превысило одну тысячу человек в год. Прибыль курорта за 1902 год, только от сдачи номеров и ванн, доходила до 2000 рублей.
В 1903 году на курорте В. М. Муратов, по просьбе своей жены Фани Абрамовной, скрывал политического заключённого Е. С. Сазонова, сбежавшего из Александровского централа. После революции 1905 года В. М. Муратов укрывал на курорте рабочих-железнодорожников, которым удалось сбежать от карательного отряда генерала П. К. Ренненкампфа.

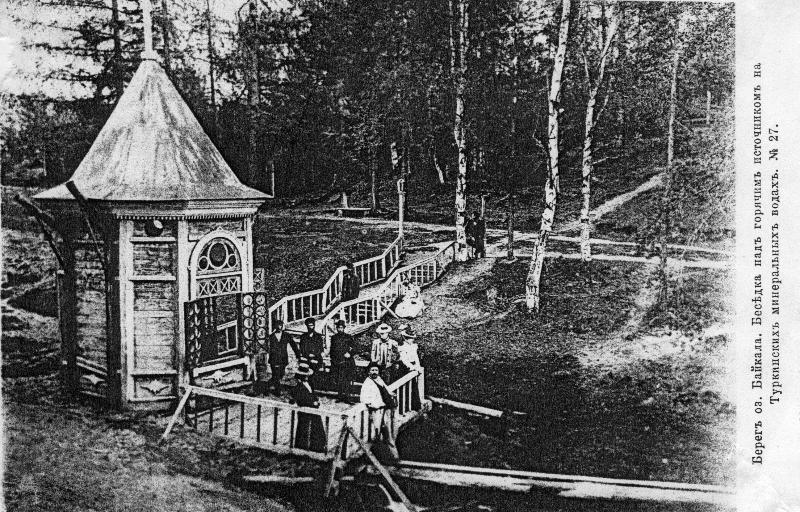
Беседка над горячим источником на Туркинских минеральных водах в 1905 году

В начале 1905 года В. М. Муратовым был подготовлен проект о принудительном отчуждении земли возле источника занятой крестьянами в пользу курорта с выплатой компенсацией деньгами выше рыночной стоимости. Эту территорию крестьяне захватывали, сдавая посетителям курорта угол в своих постройках и получая дополнительный заработок. Крестьяне не отличались чистоплотностью: женщины ходили на пруд с термальной водой полоскать свое бельё. Забайкальское областное правление поддержало проект. В 1909 году было проведено геологическое исследование источника, по результатам которого было рекомендовано перенести участки местных жителей, находящихся вблизи источника. В феврале 1910 года заседание комиссии по отчуждению территории у источника решило, что сносу подлежат около 25 крестьянских усадеб, волостное правление, пожарное здание, богадельня и училище. Крестьянские постройки были оценены в 150 тыс. рублей. Местные жители потребовали компенсацией также за потерю доходов от сдачи жилплощади. В мае 1910 года новая комиссия подтвердила необходимость переноса участков крестьян. После долгих разбирательств в 1913 году было решено сначала выделить крестьянам новые участки, а после сносить старые постройки. Крестьяне препятствовали этому процессу, они пытались поджечь дом врача (случился пожар в здании фельдшера с признаками преднамеренного поджога), ходили слухи о его убийстве. С началом Первой мировой войны стало не до переноса построек и законопроект затерялся. В 1916 году В. М. Муратов ушёл со службы.
До 1922 года весь медицинский персонал курорта был мобилизован. На курорте не стало постоянного врача, а сам курорт был в подчинение военного ведомства. Количество отдыхающих резко упало.

### Советский период в истории курорта
После образования в 1923 году Бурят-Монгольской АССР курорт был переименован в «Горячинск» и перешел в ведение Наркомздрава Республики. На следующий год он принял уже 120 больных, а в 1925 году — около 200.
Во время Великой Отечественной войны на территории курорта был размещен госпиталь для беженцев из блокадного Ленинграда. С 1958 года курорт начинает работать круглый год. С 1961 года были построены новые корпуса, проведен водопровод и канализация, построена котельная.
В 1960-х годах курорт Горячинск был подчинен Читинскому совету. С 1970-х годов находился в ведении Республиканского совета по управлению курортами профсоюзов Бурятии («Байкалкурорт»). С 1964 года по 2004 год главным врачом курорта был Заслуженный врач РСФСР и РФ А. Н. Шумилов.
В 1967 году разработан проект курорта, по которому количество одновременных посетителей могло составить до 500 человек. В 1970-х годах составлен и утвержден генеральный план реконструкции и расширения санатория. Проект санатория на 500 мест был реализован в 1990-х годах.
В 1977 году курорт посетил второй космонавт планеты Г. С. Титов.

### В современной России
В конце 2010-х годов у курорта начались проблемы: он пришёл в упадок и находился не в лучшем состоянии, что отталкивало отдыхающих. В 2016 году курорт остался без света из-за долга за электричество в размере 3,2 млн рублей. В 2017 году руководство санатория не выплатило зарплату 215 работникам за несколько месяцев в размере 3 млн 845 тысяч рублей, которая была выплачена только через суд. Несколько раз поднимался вопрос о продаже курорта, также планировалось передать имущество курорта на республиканский баланс. На 2015 год дефицит кадров составлял 65 %. Из-за низкой зарплаты и нехватки жилья для сотрудников дефицит врачей составлял 26 %, а среднего медицинского персонала — 63 %.
В 2008 году курорт Горячинск вошёл в рейтинг «100 лучших медицинских учреждений Сибирского федерального округа». В период с 2008 по 2013 года наблюдалось увеличение числа отдыхающих: 2008 год — 7194, 2009 год — 7529, 2010 год — 8376, 2011 год — 11026, 2012 год — 11608, 2013 год — 11967. На курорте Аршан за этот период наблюдался спад количества реализованных путёвок.
В 2019 году курорт перешёл к новым собственникам. В начале 2020-х годов новое руководство провело капитальный ремонт пяти корпусов, на двух сделали косметический. На всех корпусах заменили окна и кровлю, в некоторых обновили мебель, для поликлиники закупили новое медоборудование, обустроили кинотеатр, произвели ремонт теплотрасс, сделали удобную среду для маломобильных граждан. Общий объём инвестиций превышает 1,5 млрд рублей. Планируется провести капитальный ремонт оставшихся зданий, построить большой лечебно-восстановительный комплекс на 10 тыс. м² с номерами на 216 мест, открыть термальный бассейн. В этом им также планирует помочь Комитет по экономической политике, природопользованию и экологии Республики Бурятия.
В начале 2024 года, на выигранный президентский грант в размере 5,6 млн рублей, на территории санатория был открыт термальный бассейн с температурой воды около 40 С°. Термальная минеральная вода поступает из скважины с глубины в 150 метров.

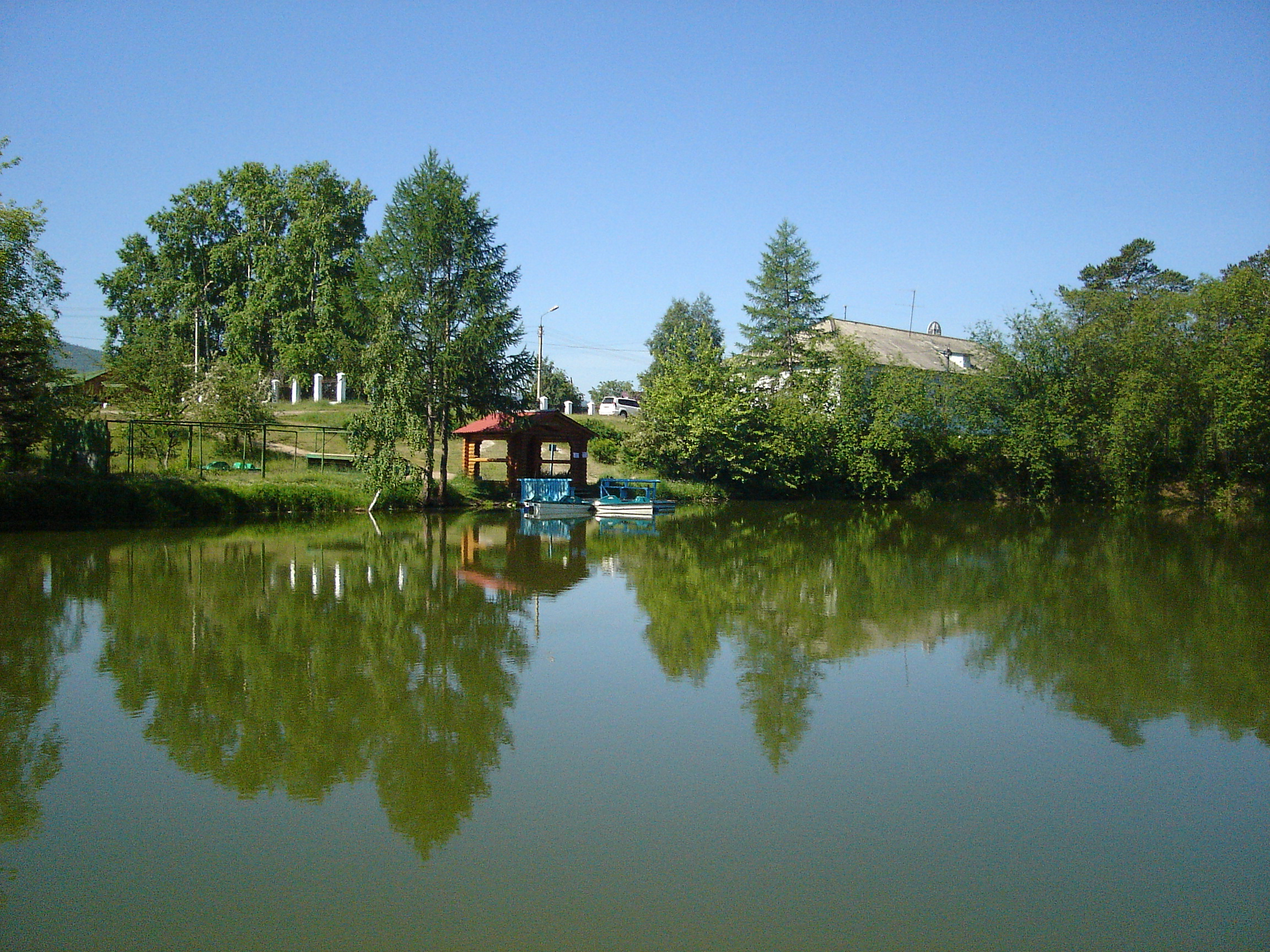
Тёплый искусственный пруд
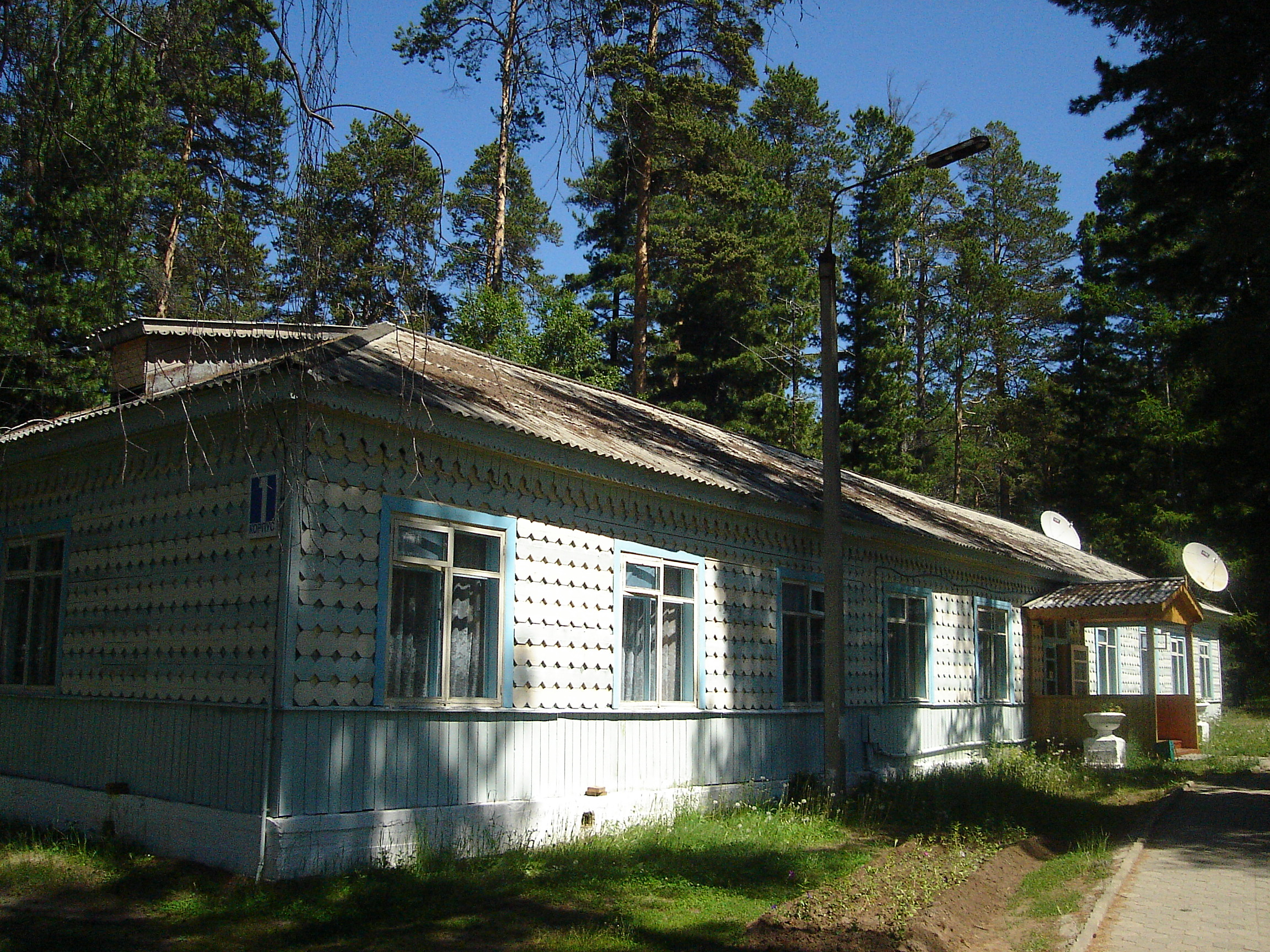
Корпус № 1 (2010 год)
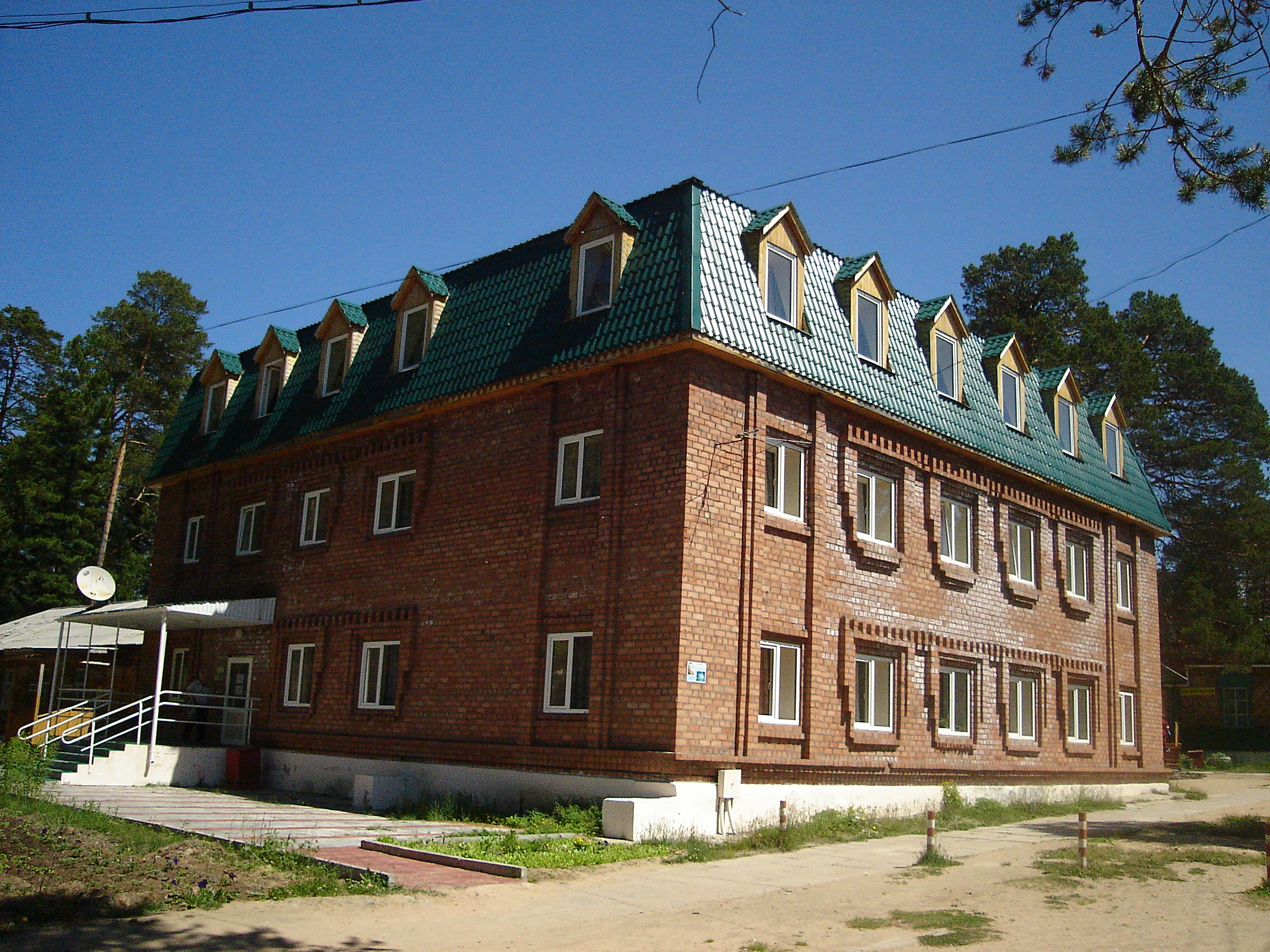
Корпус компании «Сагаан Морин» (2010 год)
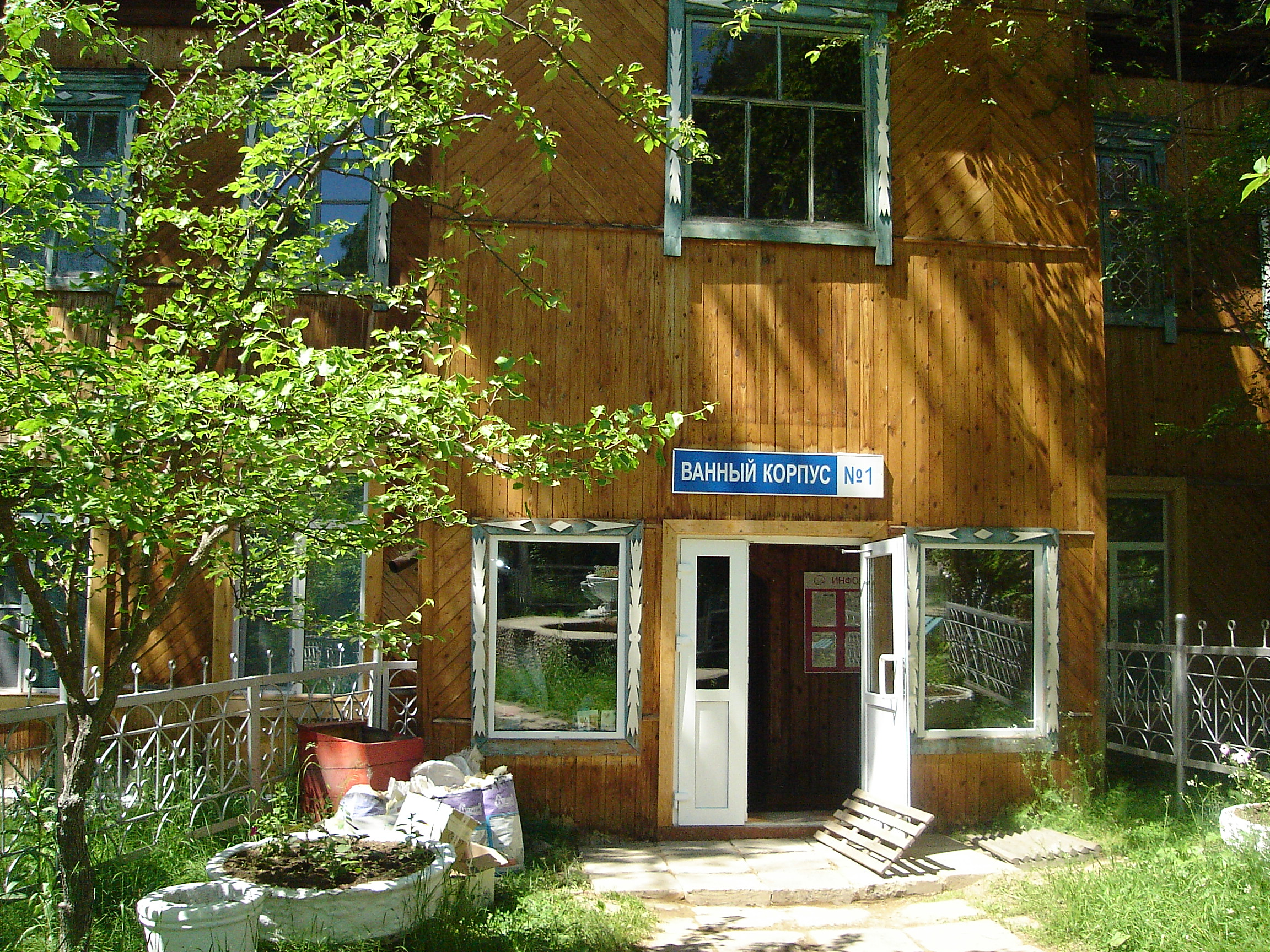
Ванный корпус №1 (2010 год)
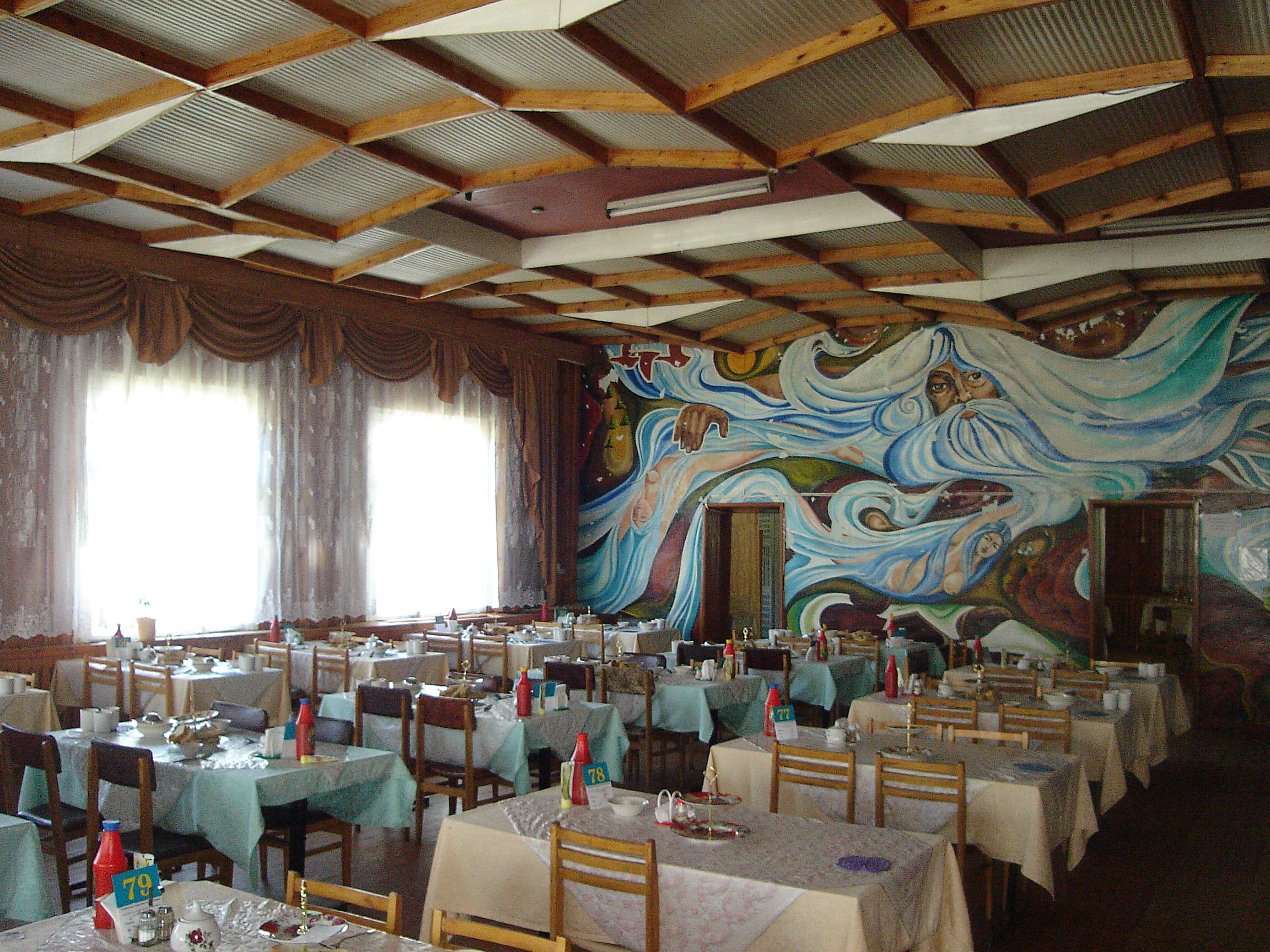
Столовая (2010 год)
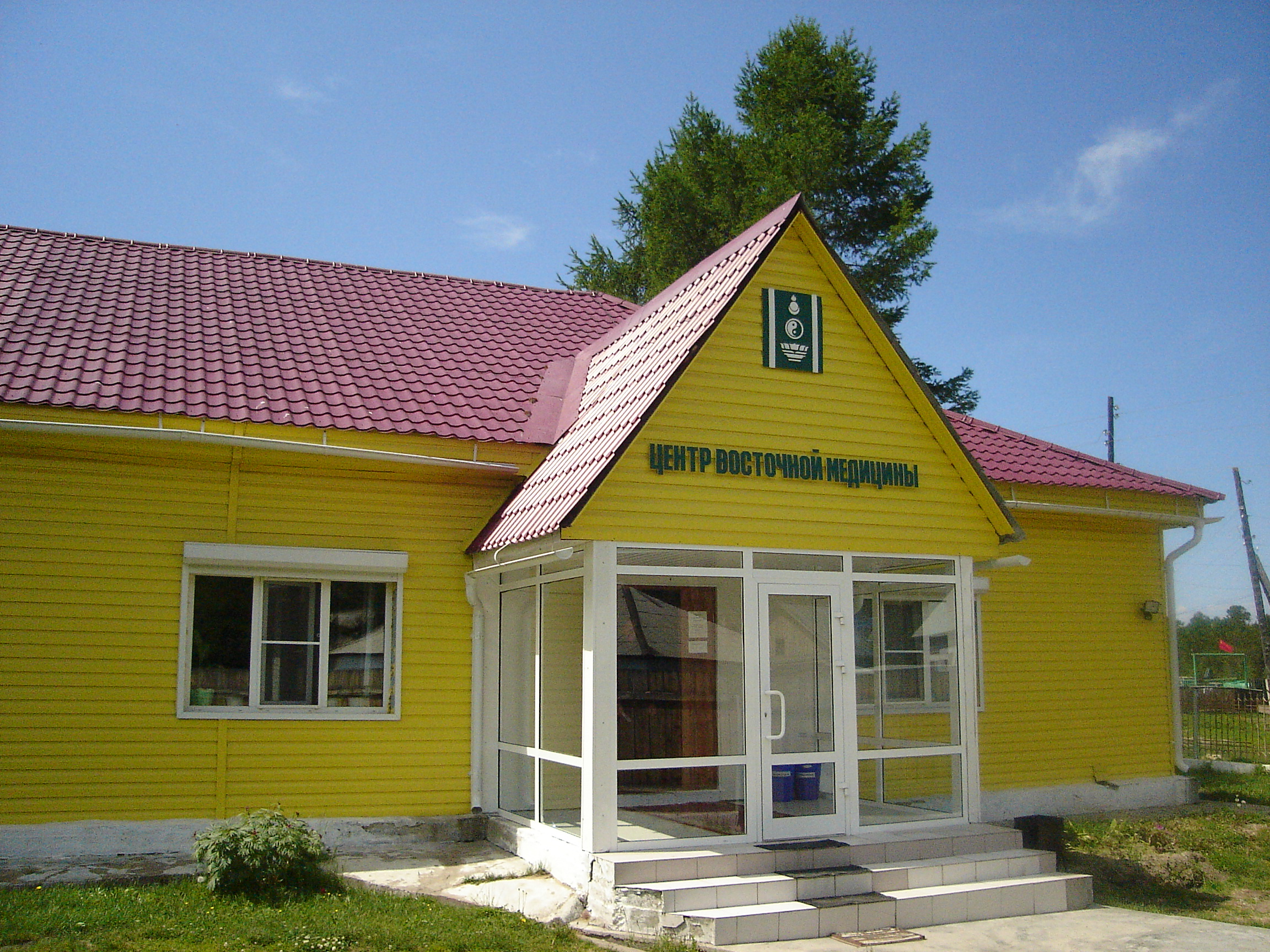
Здание Центра восточной медицины (2010 год)
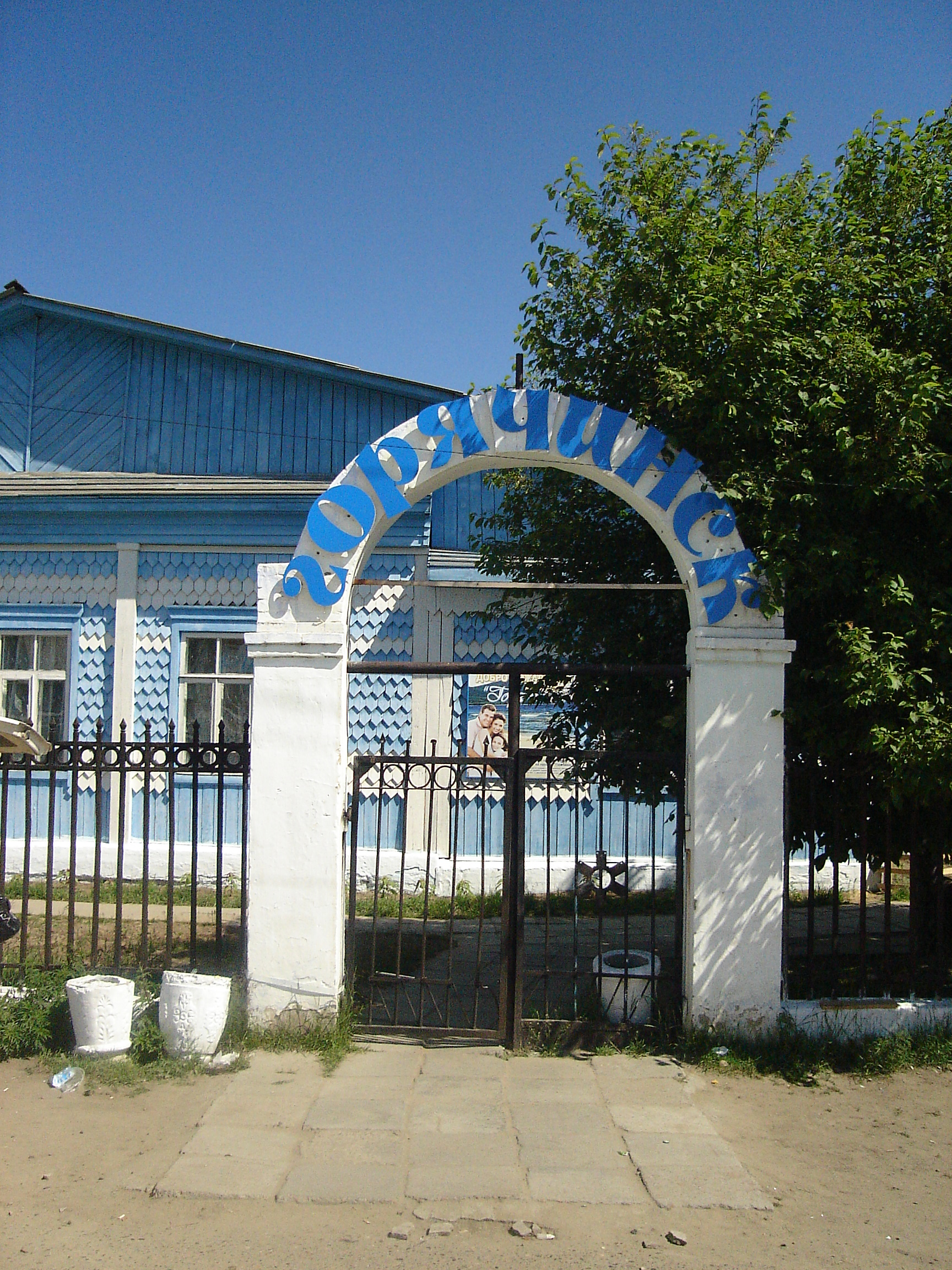
Вход на курорт (2010 год)
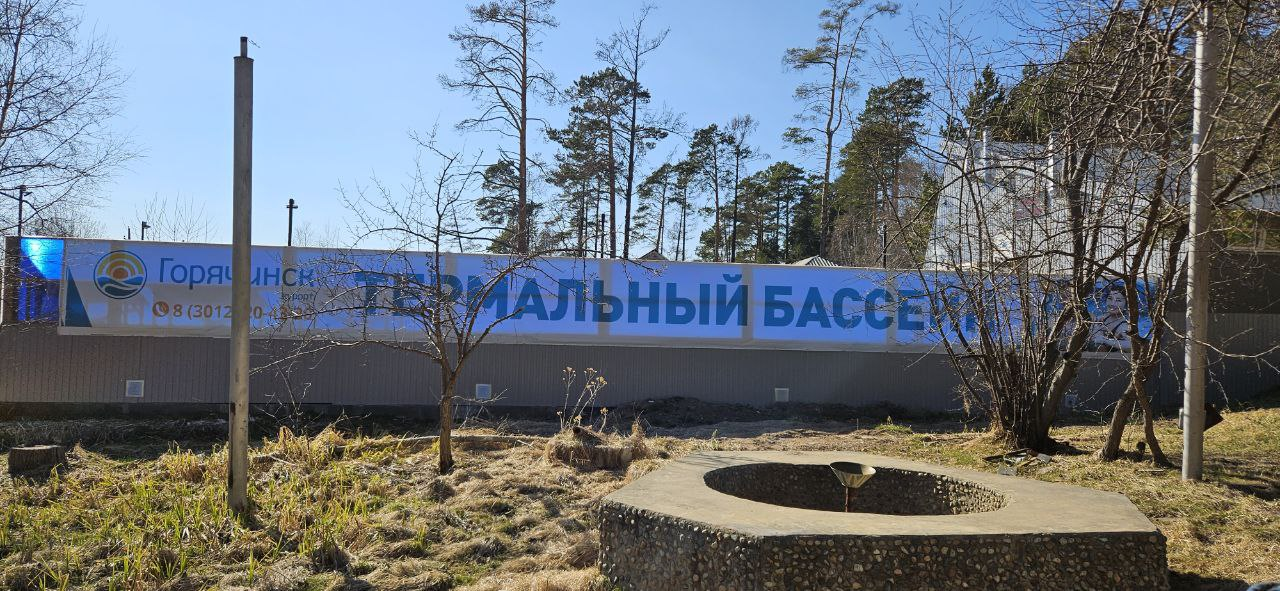
Вывеска термального бассейна (2025 год)
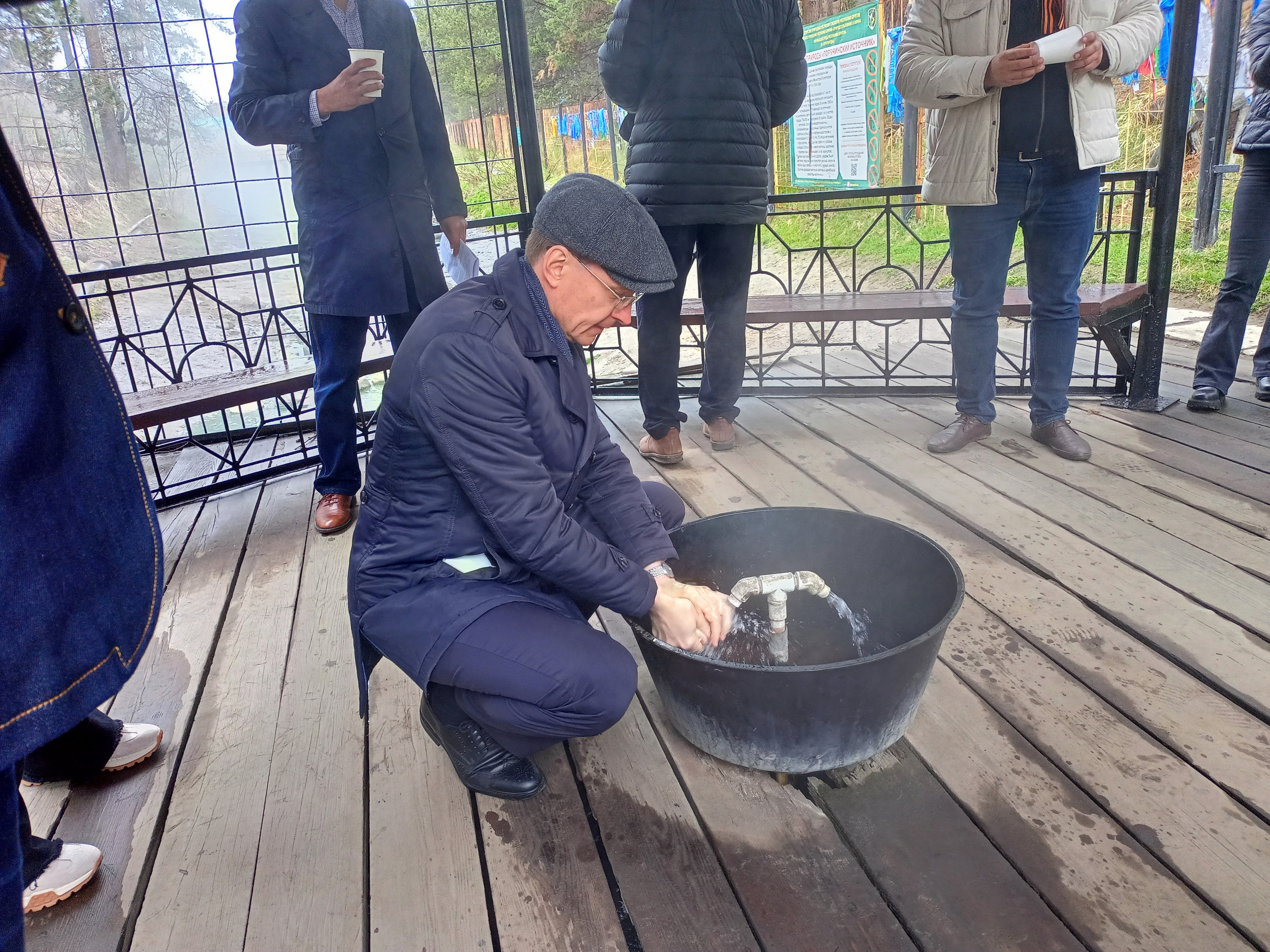
Беседка с горячим источником (2023 год)